# 闽清文庙
闽清文庙（平話字：Mìng-chiăng Ùng-miêu），是位于中华人民共和国福建省福州市闽清县的一座文庙，以2100平方米的占地面积成为福州十邑中规模最大的县级文庙，在福州境内仅低于占地面积7000多平方米的府级福州文庙。始建于北宋，现存建筑建于清咸丰十一年（1861年）。闽清文庙于1981年被闽清县人民政府公布为第一批县级文物保护单位，2013年被福建省人民政府公布为第八批福建省文物保护单位。

## 历史
闽清文庙始建于北宋景德四年（1007年），南宋、元、明、清历代历经重修，成为闽清县学所在地。1939年，中共闽江工委组织部长兼中共闽清工委书记卢懋居和地下党成员项南、舒诚等人赴闽清开展抗日活动，以闽清文庙为据点建立“战时民教流动工作队”（简称战工队），在文庙内进行抗日宣传。1950年代，文庙被工厂占用，庙墙、泮池均被毁坏。1981年列为闽清县首批文物保护单位后，福建省、福州市文化部门和闽清县人民政府共同出资14万元人民币，于1983年重修大成殿和两侧廊庑。1995年，当地再次动工重修文庙，使用的是现代建筑工艺。2013年，闽清文庙入选第八批福建省文物保护单位。2021年，闽清文庙进行了现代第三次大修，使用复古工艺取代原有的现代建筑设计。

## 建筑
闽清文庙的现存建筑建于清咸丰十一年（1861年），坐北朝南，木构建筑，平面呈长方形，占地2100平方米，主体建筑面积1347平方米。庙内自南至北依次为戟门、天井、左右廊庑、大成殿和明伦堂。主祀孔子的大成殿进深14.95米，宽17.7米，面阔5间、进深4间，屋面重檐歇山顶，燕尾正脊，亦有彩色的双龙戏珠灰塑，殿上牌匾中“大成殿”三字系模仿雍正帝御笔，正门上门楣的“斯文在兹”四字横匾系模仿光绪帝御笔，殿内孔子像上的蓝底金色四字横匾“万世师表”系模仿乾隆帝御笔。明伦堂建筑风格类似大成殿，在明朝时期由知县朱毅下令迁移至现址，进深、宽均为8.83米。文庙内外存有多处石刻碑记，历史年代最早的是廊庑墙帽内的石鼓文，为先秦时期的刻石文字。此外还有记录文庙历史的清代、现代石碑。

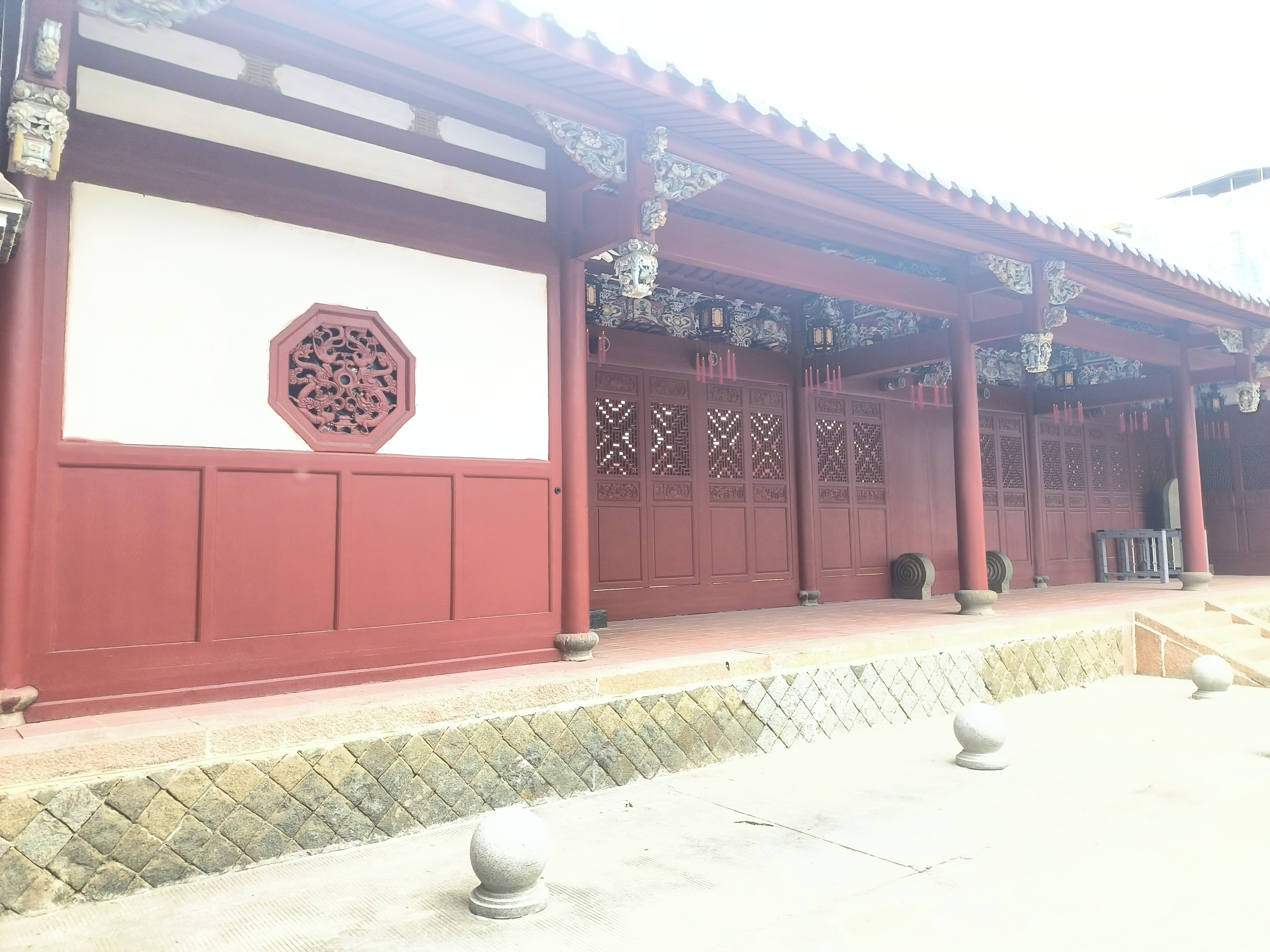
从左侧看文庙正门全貌
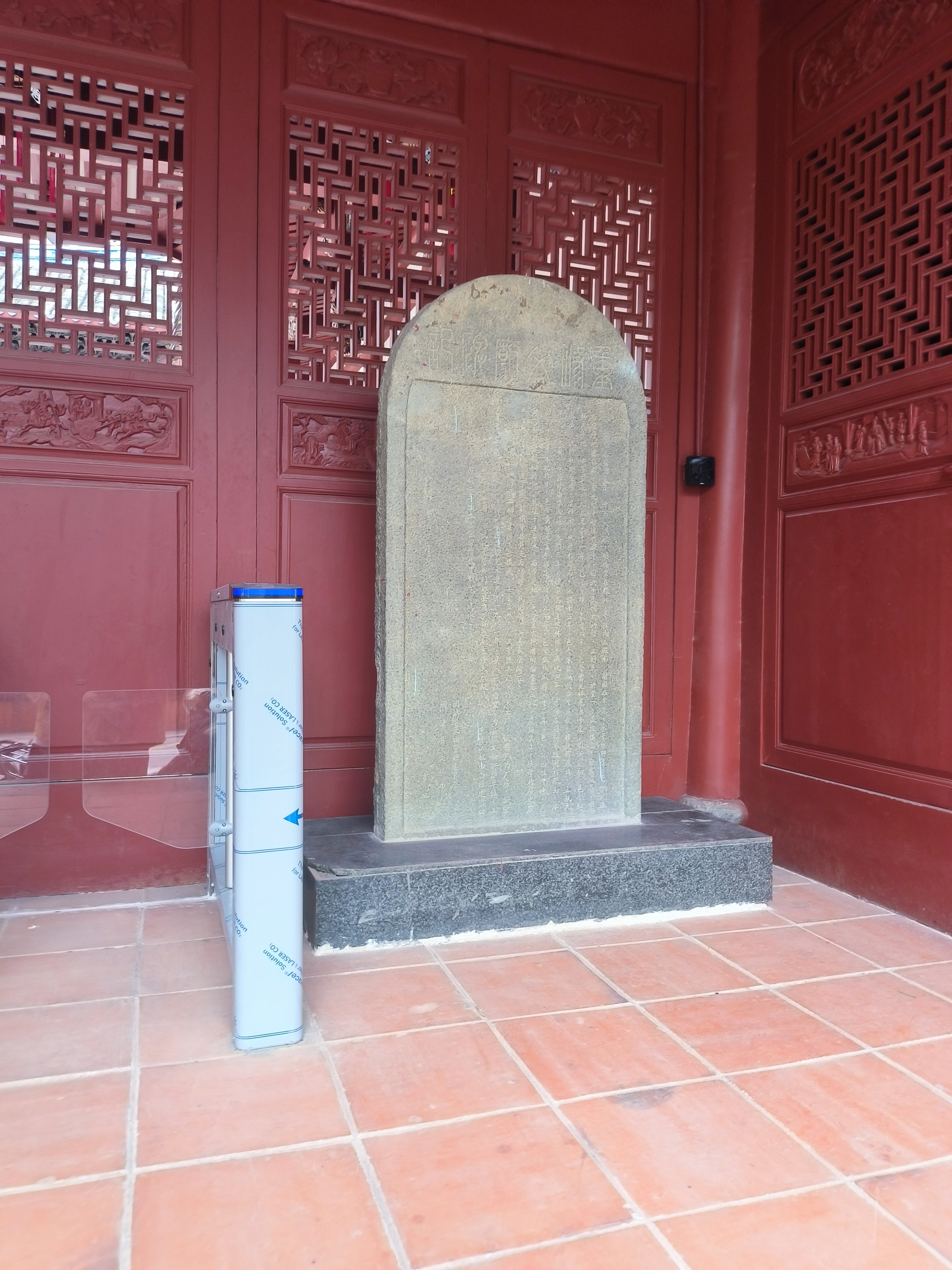
1990年闽清县人民政府刻制的历史碑记
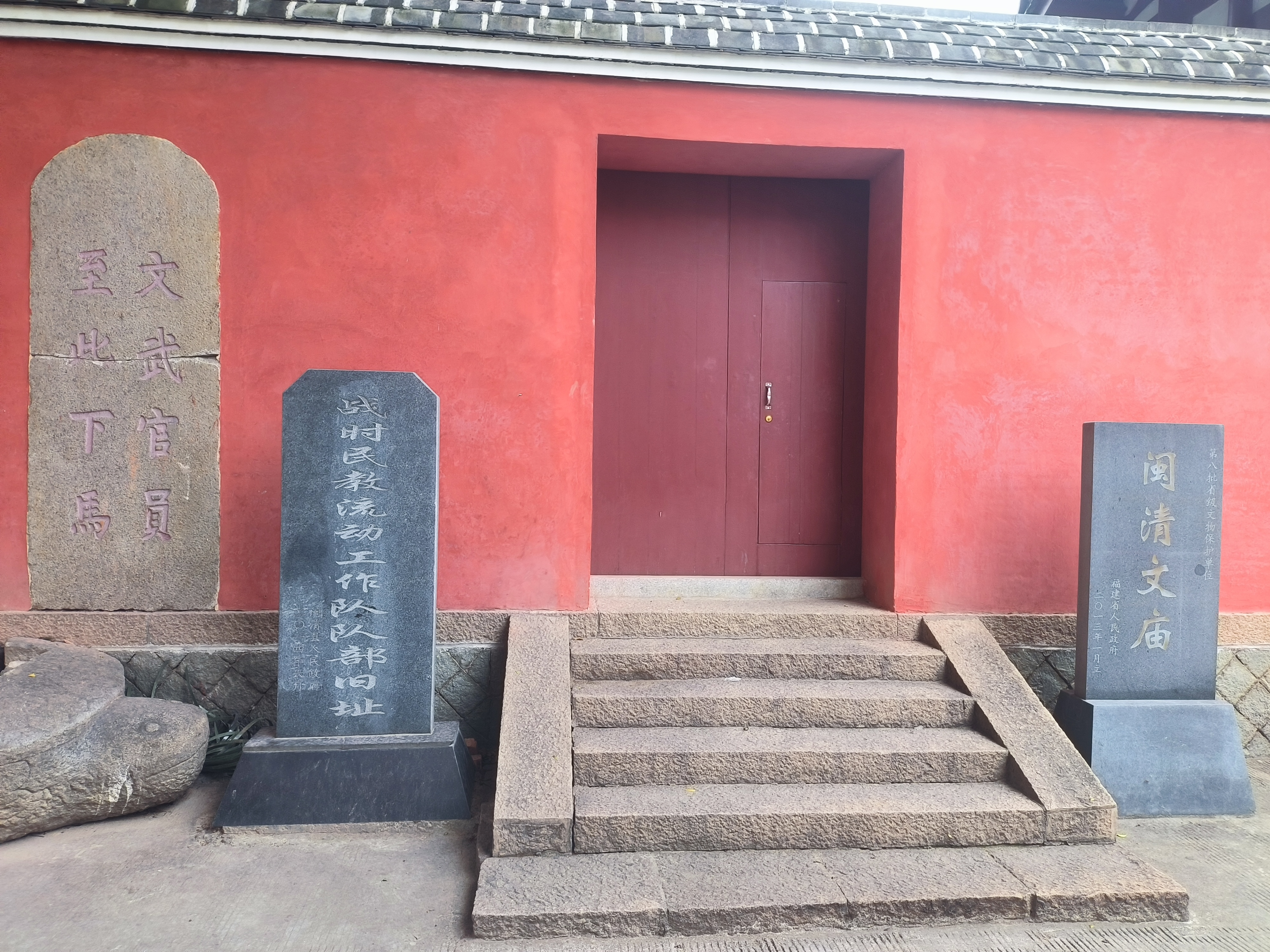
下马碑、战工队队部旧址碑和省级文物保护单位碑记